# Team Aomori
Als Team Aomori (jap. チーム青森, Chīmu Aomori) wird die Frauenmannschaft des Aomori Curling Club (Aomori CC) der Präfektur Aomori bezeichnet.

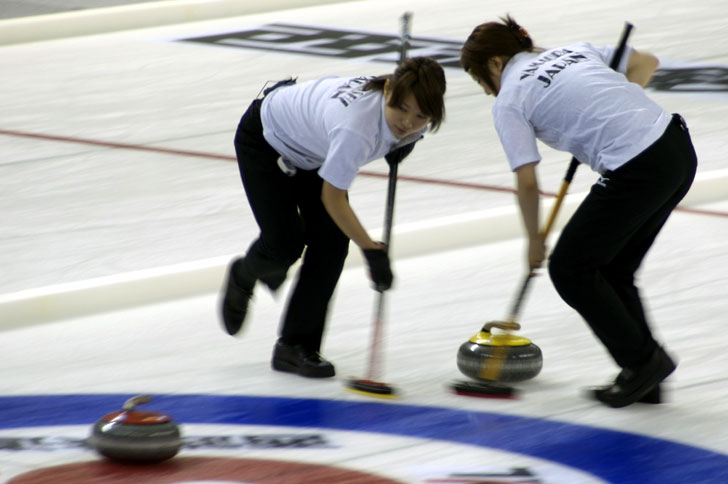
Mari Motohashi und Mayo Yamaura in Turin 2006

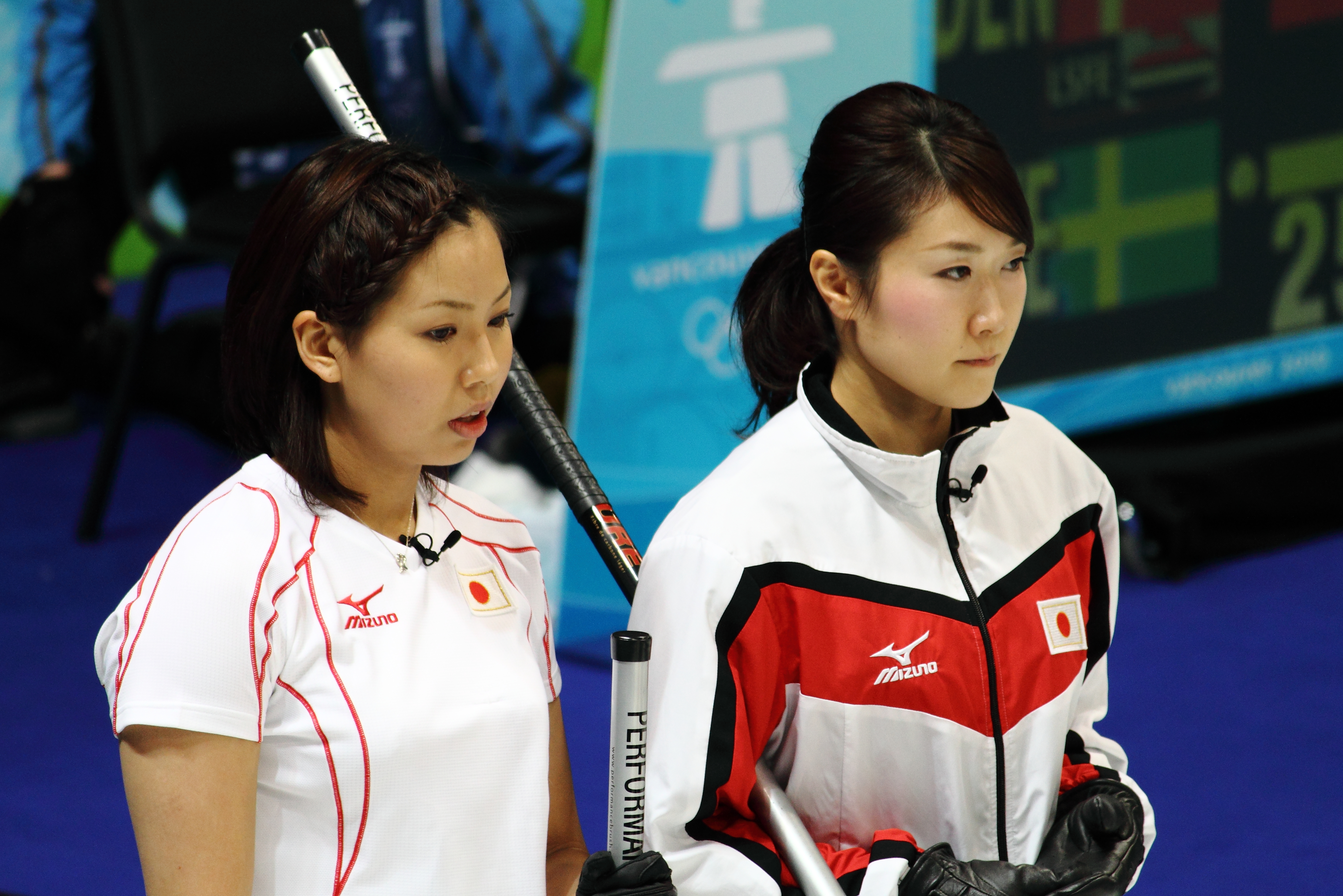
Anna Ōmiya und Moe Meguro in Vancouver 2010

Zurzeit dominiert die Mannschaft das japanische Curling und repräsentierte Japan unter anderem bei den Olympischen Spielen 2006 und 2010.

## Besetzung der Mannschaft

### 2003–2006
- Skip Ayumi Onodera
- Third Sakurako Terada
- Second Mari Motohashi
- Lead Moe Meguro

### 2006–2007
- Skip Moe Meguro
- Third Mari Motohashi
- Second Mayo Yamaura
- Lead Sakurako Terada

### 2007–2009
- Skip Moe Meguro
- Third Mari Motohashi
- Second Mayo Yamaura
- Lead Kotomi Ishizaki
- Alternate Anna Ōmiya

### 2009–2010
- Skip Moe Meguro
- Third Anna Ōmiya
- Second Mari Motohashi
- Lead Kotomi Ishizaki
- Alternate Mayo Yamaura

### Seit 2010
- Skip Anna Ōmiya
- Third Shinobu Aota
- Second Mayo Yamaura
- Lead Kotomi Ishizaki

## Erfolge
- Japanischer Meister 2004, 2006, 2007, 2008, 2009, 2010
- Pazifischer Meister 2004
- 2. Platz Pazifik-Meisterschaften 2007, 2009
- 3. Platz Pazifik-Meisterschaften 2006, 2008
- Olympiateilnahme 2006, 2010